# K.u.k Eisenbahntruppe

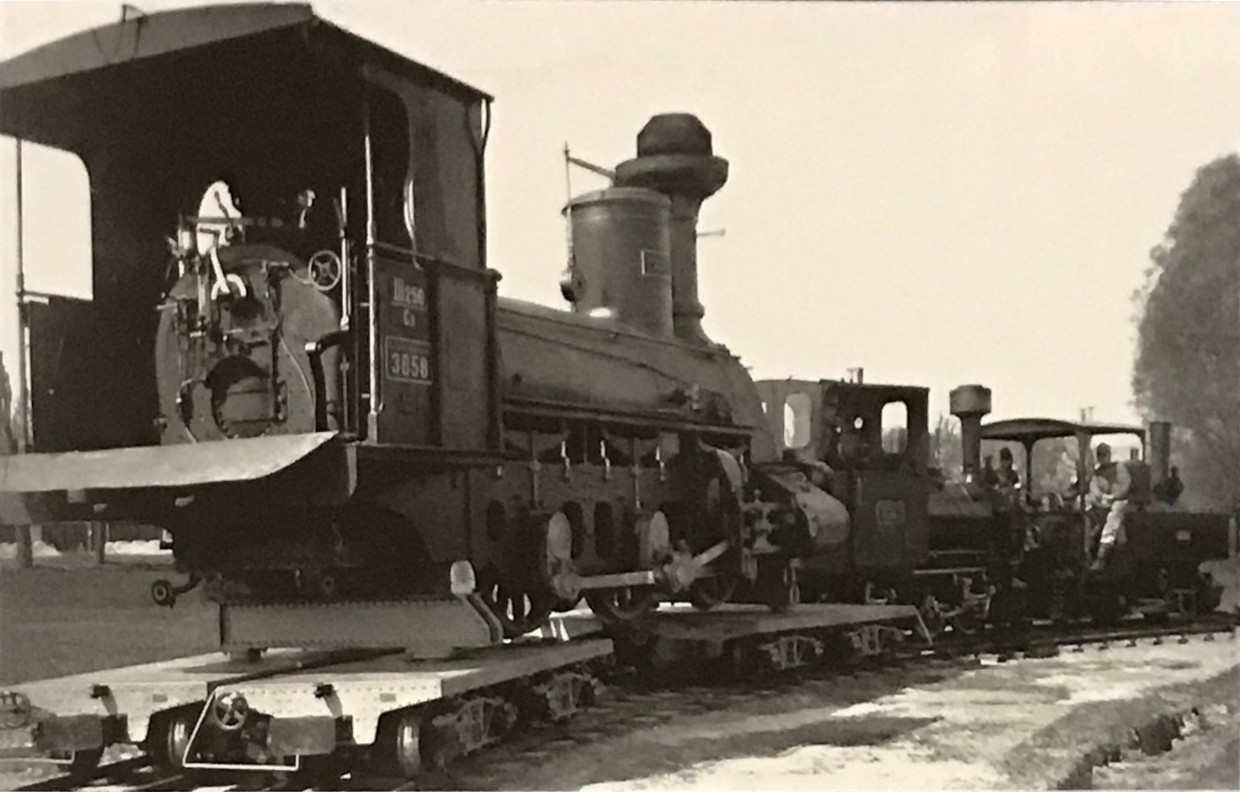
k.u.k. FB 1 und k.u.k. FB 3 transportieren eine auf vier parallel laufenden Flachwagen verladene Normalspurlok kkStB-Baureihe 38

Die k.u.k. Eisenbahntruppe, friedensmäßige Bezeichnung k.u.k. Eisenbahnregiment, war eine Spezialeinheit der k.u.k Armee und zusammen mit dem Telegraphenregiment, der Luftschifferabteilung und der Automobilabteilung ab 1909 in der k.u.k. Verkehrstruppenbrigade vereinigt. Bis 1912 war es mit dem Telegraphenregiment als k.u.k. Eisenbahn- und Telegraphenregiment vereinigt. Sein Standort war Korneuburg, wo umfangreiche Übungsanlagen errichtet wurden.
Das 1883 gegründete Regiment, das den heutigen Pionieren entspricht, schuf die k.u.k Feldbahn sowie die k.u.k. Militär-Seilbahnen, die beide dem Regiment unterstanden. Auch die k.u.k Militärbahn Banjaluka-Dobrjlin war eng mit dem Eisenbahnregiment verbunden.

## Geschichte

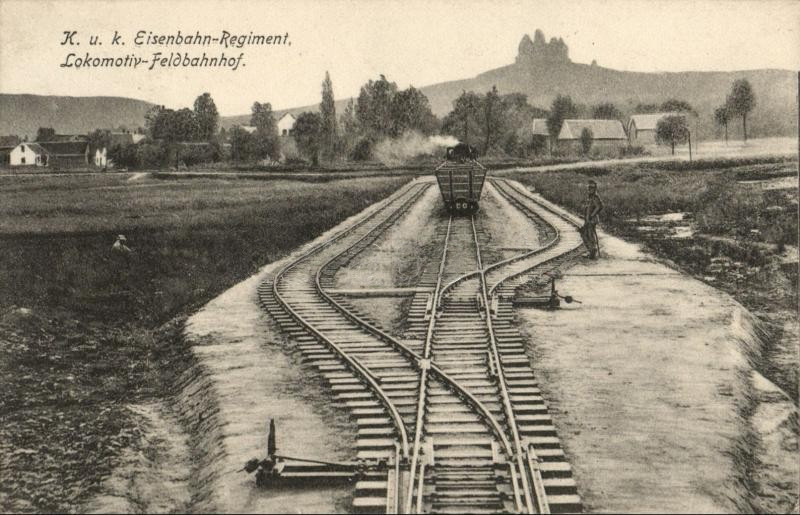
Lokomotiv-Feldbahnhof mit Burg Kreuzenstein im Hintergrund (1916)

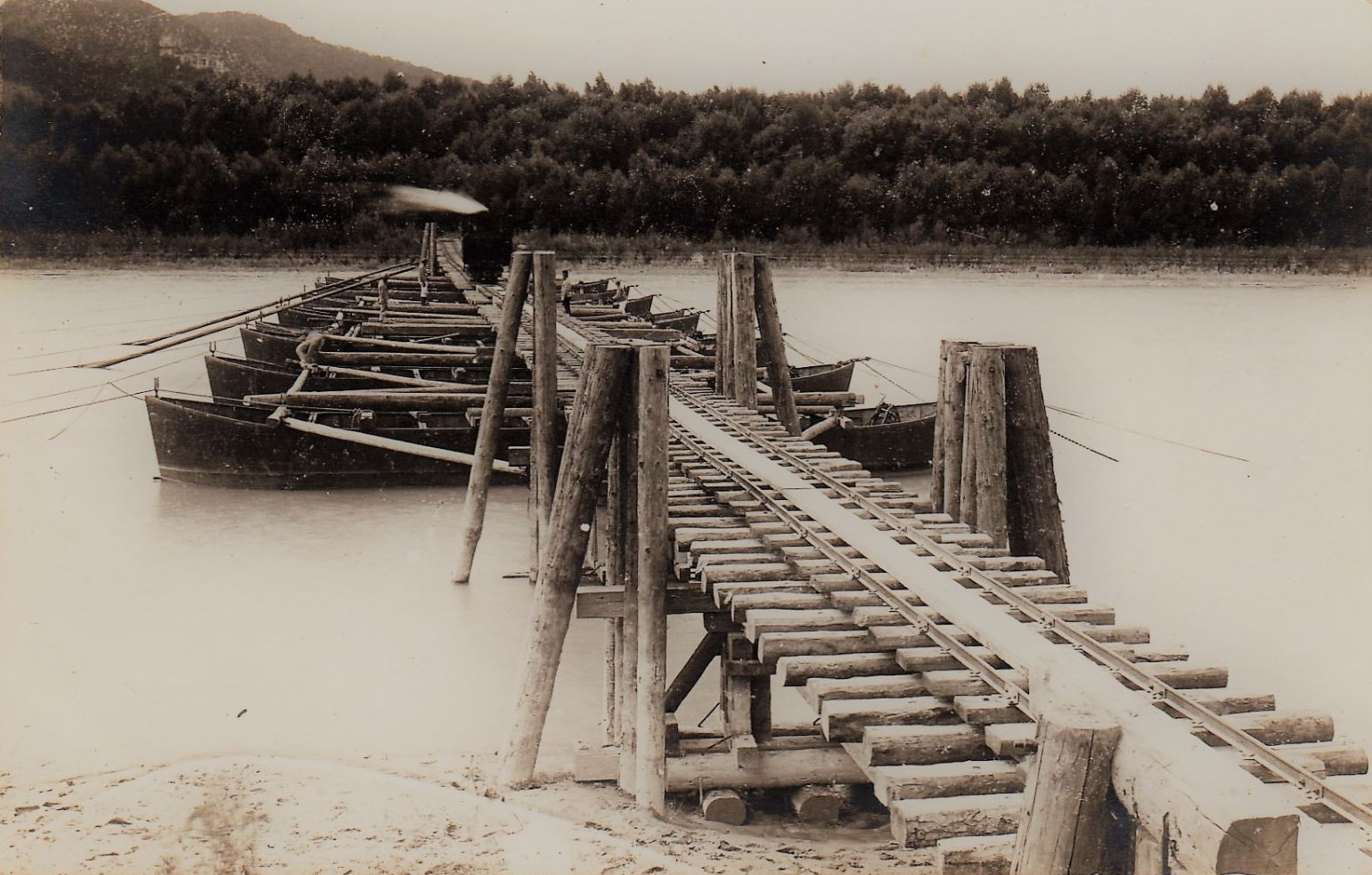
Pontonbrücke an der Donau (1913)

Erstmals setzte sich das österreichische Militär mit der Eisenbahn als Transportmittel im Jahr 1841 auseinander, in diesem Jahr wurden unter Feldmarschall Radetzky erstmals Soldaten per Zug zum Manöver transportiert und ein Offizier des Ingenieur-Corps nach Amerika entsandt, um dort die letzten technischen Neuerungen auf diesem Gebiet zu studieren. 1860 wurde im Generalstab ein erstes „Büro für Eisenbahn-, Dampfschifffahrt- und Telegraphenwesen“ eingerichtet und zwei Jahre später die ersten Vorschriften für Militärtransporte herausgegeben. Ab 1867, nicht zuletzt durch den verlorenen Krieg gegen Preußen bedingt, wurden erste – direkt dem Generalstab unterstellte – „Feldeisenbahnabteilungen“ eingerichtet.
Bereits 1877 wurde die Schaffung eines Eisenbahnbataillons vorgeschlagen, jedoch erst die Erfahrungen im Zuge der Okkupation Bosniens und der Herzegowina im Folgejahr mit dem Bau der Bosnabahn (ab 1878) und der Schaffung der k.u.k Militärbahn Banjaluka-Dobrljin führten zur Gründung des k.u.k. Eisenbahn- und Telegraphenregimentes. Mit 1. August 1883 wurde das Regiment mit „dem Regiments-Stabe, dem 1. Bataillon und dem Ersatz-Kadre in Korneuburg, mit dem 2. Bataillon in Banjaluka aufgestellt“.
Der Eisenbahntruppe kamen bald umfangreiche Aufgabengebiete zu, die sich mit der Zeit immer mehr erweiterten. Bereits 1885 wurde im Zuge einer Übung der Verlauf der Lokalbahn Korneuburg-Ernstbrunn trassiert, diese wurde jedoch erst 1904 durch die Niederösterreichischen Landesbahnen gebaut. Ebenfalls 1885 wurde das 2. Bataillion nach Korneuburg verlegt und die Direktion der k.u.k. Militärbahn von diesem getrennt. Die zum Bahndienst verwendeten Kompanien in Bosnien wurden jeweils nach zwei Jahren abgelöst. 1890 folgte die Schaffung eines dritten Bataillons. Ab 1908 wurde die Errichtung eines zweiten Regiments mit Standort in Vacz (Ungarn) geplant, jedoch erst 1918 wurde dieses definitiv aufgestellt.
Der Telegraphendienst wurde lange Zeit als ein Teilbereich des Eisenbahnwesens gesehen, erst mit 1. Jänner 1912 erfolgte die Trennung und Schaffung eines eigenen Telegraphenregimentes.
Die letzte friedensmäßige Übung in Korneuburg fand ab 17. Juni 1913 statt und umfasste u. a. den Bau einer Feldbahn-Pontonbrücke über den Stockerauer Arm der Donau.
Bei der Mobilmachung 1914 verfügte das Eisenbahnregiment über 28 Eisenbahnkompanien, 18 Feldbahn-Arbeiter-Abteilungen, einer Lokomotiv-Feldbahn, fünf Pferde-Feldbahnkompanien, drei Festungs-Feldbahnkompanien sowie das Eisenbahn-Ersatzbataillion mit vier Ersatzkompanien und einem Ersatzkader. Das Regiment zog mit 725 Offizieren und 31.076 Soldaten ins Feld, dazu kamen 2.350 Pferde und 826 Fuhrwerke und Kraftfahrzeuge. Zu Kriegsende betrug der Personalstand bereits über 85.000 Soldaten.

### Nach 1918
Nach Kriegsende wurde das alte k.u.k Eisenbahnregiment aufgelöst, die Bahnanlagen bis 1920 vom Staatsamt für Heereswesen weitgehend abgebaut bzw. verwertet. Das Österreichische Bundesheer richtete in Korneuburg 1920 das Technische Bataillion 2 ein, das in der Folge zum Pionierbataillion 2 wurde. Mit Eisenbahnen hatte diese neugeschaffene Pioniertruppe jedoch nicht mehr zu tun.
Erst mit 14. Februar 1937 wurde wieder eine Eisenbahnkompanie in Korneuburg aufgestellt. Mit dem Anschluss Österreichs ans Deutsche Reich (1938) wurde diese in das direkt dem Oberkommando der Wehrmacht unterstellten Eisenbahnpionierbataillon 56 eingegliedert.

## Truppenstärke und Ausbildung

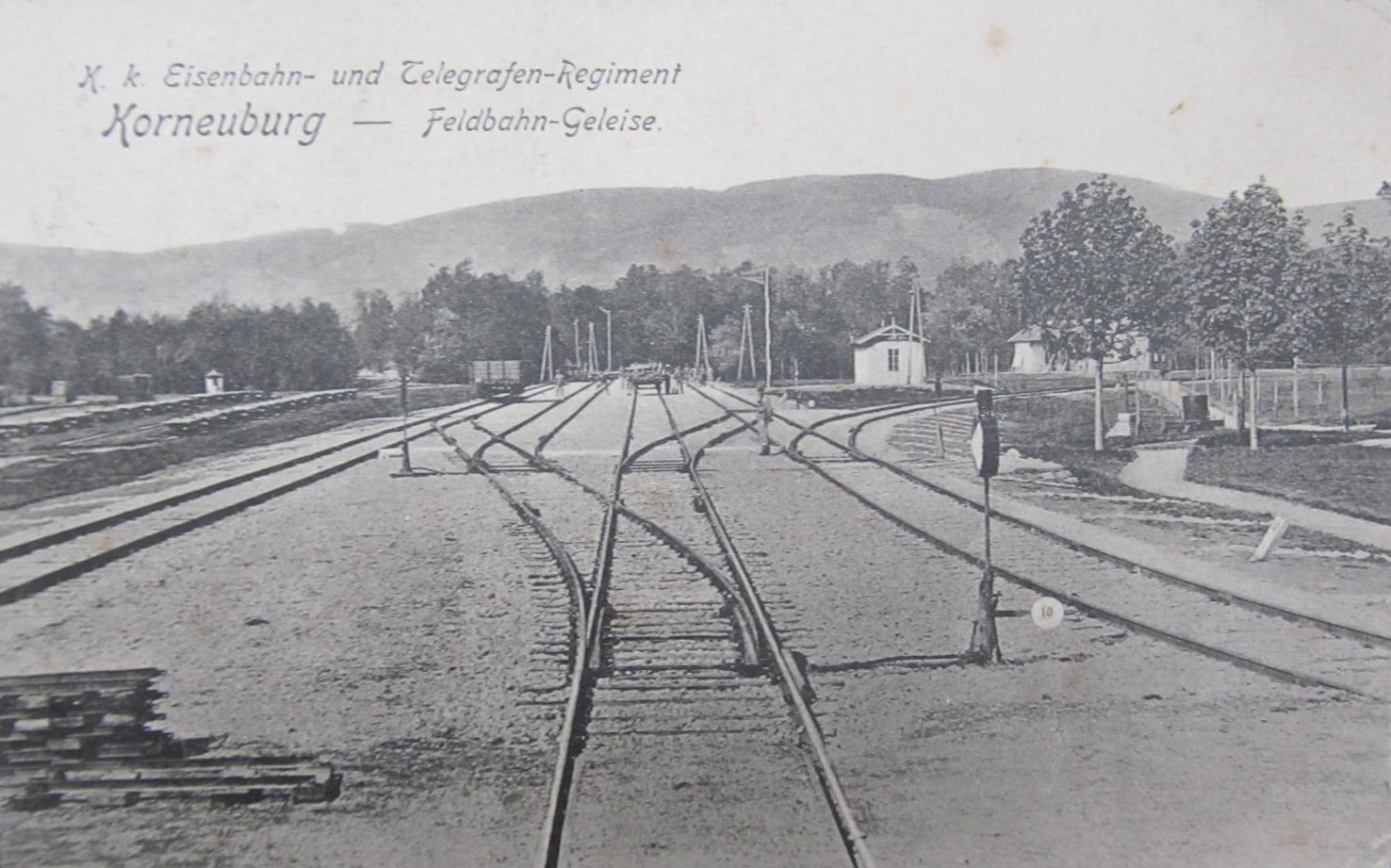
Feldbahnhof bei Korneuburg

Bei der Gründung umfasste das Regiment einen friedensmäßigen Stand von 45 Offizieren sowie 844 Unteroffizieren, Chargen und Soldaten. In den organisatorischen Bestimmungen hieß es bezüglich der Mannschaften, welche aus dem Gebiet der gesamten Donaumonarchie rekrutiert wurden: „Die Mannschaft des Eisenbahn- und Telegraphen-Regiments muß von kräftigem Körperbau, des Lesens und Schreibens kundig oder doch bildungsfähig sein und ein Körpermaß von wenigstens 1,68 Meter haben.“
Wie bei Spezialeinheiten üblich, erhielten die Angehörigen des Eisenbahnregimentes eine für ihr Fachgebiet spezifizierte Ausbildung. Diese umfasste umfangreiche Kenntnisse im Eisenbahnbau und der Erhaltung von Bahnstrecken, der Wiederherstellung zerstörter Bahnanlagen, Brückenbau, sowie auch in der fachgerechten Zerstörung von Betriebsanlagen im Kriegsfall. Die Angehörigen des Regiments wurden zudem im Betriebs- und Fahrdienst auf Strecken der k.k. Staatsbahnen geschult und hatten auch dort ihre Fachprüfungen abzulegen. Des Weiteren waren sie entsprechend ihrer Verwendung im praktischen Betrieb in Bahnwerkstätten, Signalwerkstätten sowie Wagen- und Lokwerkstätten fest eingebunden. Die Offiziere hatten zudem Pflichtvorlesungen an der Wiener Technischen Hochschule (Fachgebiete Hoch- und Tiefbau sowie Maschinenbau) zu besuchen.

## Kasernen und Übungsgelände

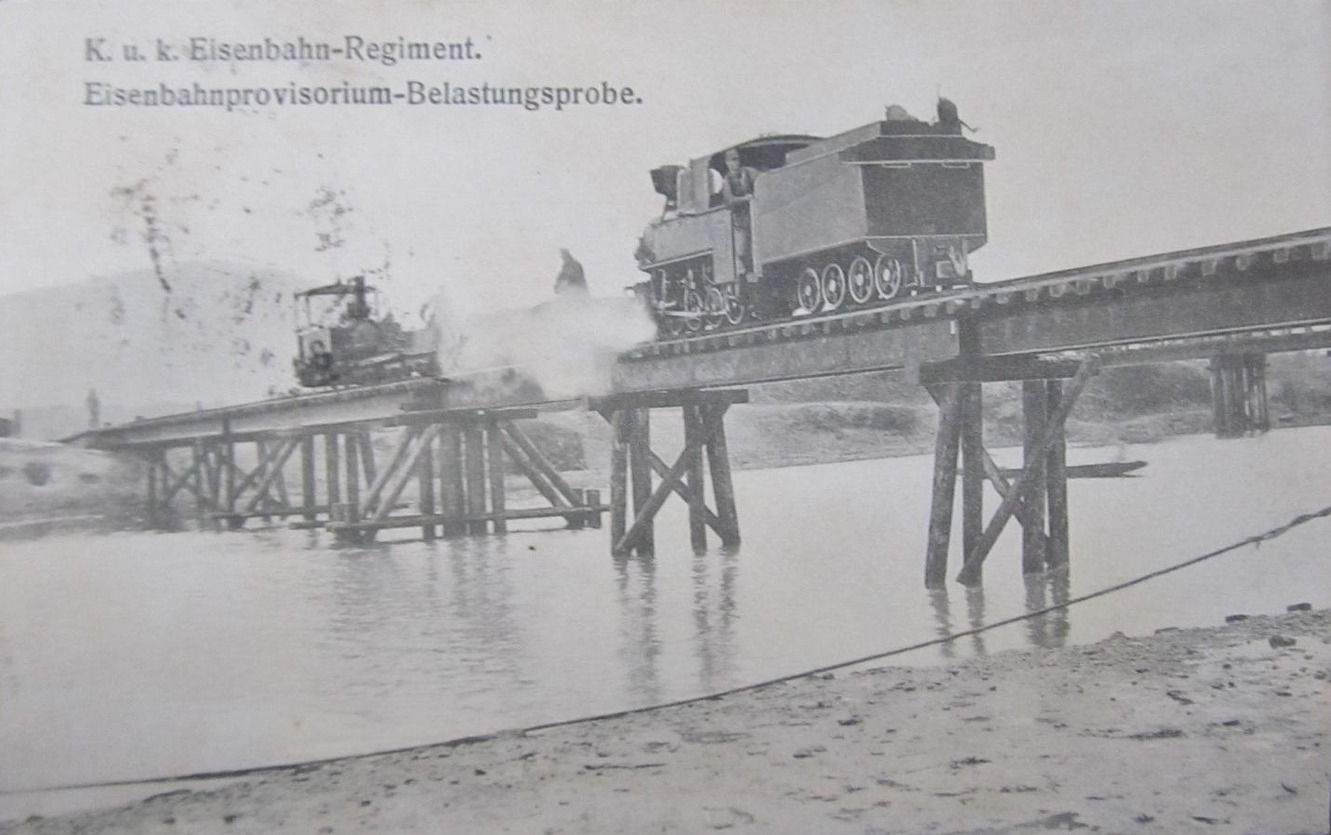
Feldbahn-Brücken-Belastungsprobe (1913)

In Korneuburg, wo das Regiment binnen kürzester Zeit zum „Hausregiment“ avancierte, wurden umfangreiche Anlagen errichtet. Zu den vom Eisenbahnregiment genutzten Kasernen zählten die 1893 errichtete Albrechtskaserne, die Klosterkaserne (ein ehemaliges Augustinerkloster) und die Kaiser Franz Joseph-Kaserne. Bürgermeister Franz Johann Kwizda ließ 1884/85 zudem auf eigene Kosten das Kronprinz-Rudolfs-Truppenspital, das heutige Landesklinikum Korneuburg, zur Versorgung der hier stationierten Regimenter errichten.
Für Übungszwecke wurde bereits 1884 auf vom Stift Klosterneuburg gepachteten Gründen zwischen dem Bahnhof der Nordwestbahn und der Schiffswerft Korneuburg ein großer Übungsplatz angelegt, der sog. Technische Übungsplatz, welcher zugleich auch als Exerzierplatz diente. Im nördlichen Bereich des Geländes, ungefähr im heutigen Bereich des heutigen Landesgerichtes Korneuburg, entstanden neben Anschlussgleisen und einem Übergabe- und Übungsbahnhof die umfangreichen Depot- und Werkstättenanlagen der Feldbahn. Zusätzlich zu den immer wieder neu errichteten Übungsanlagen am Platz gab es im südöstlichen Bereich des Technischen Übungsplatzes auch mehrere permanente Brückenstellen mit fix errichteten, steinernen Widerlagern. Nachdem der zur Lagerung des umfangreichen Eisenbahnmaterials notwendige Platz am Technischen Übungsplatz nicht mehr ausreichte, wurde ab 1911 ein neues Eisenbahn-Gerätelager auf freiem Feld an der Lokalbahn nach Ernstbrunn eingerichtet, die heutige Dabsch-Kaserne.
Zahlreiche Übungsstrecken in und um Korneuburg wurden errichtet, beispielsweise ab 1893 die Lange Trasse ausgehend vom Technischen Übungsplatz der Donau entlang. Hier wurden im Augebiet, bei der Mündung des Stockerauer Armes sowie an und in der Donau selbst immer wieder umfangreiche Brückenbauübungen abgehalten. Zum Einsatz kamen dabei vielfältige Formen von Ponton-, Eisen- sowie Holzbrücken und vor allem die hier zur Reife gebrachten Brückenbaugeräte Kohn sowie Roth-Waagner.
Auch mehrere, teilweise längere Zeit genutzte Übungsfeldbahnen wurden errichtet, darunter 1911/12 eine „permanente Übungs-Feldbahn“ von Korneuburg über Leobendorf und Oberrohrbach um die Burg Kreuzenstein mit Spitzkehren-Bahnhof am Sonnwendberg. Diese führte zum Teil über von Hans Graf Wilczek gepachtete Gründe.

## Überbleibsel

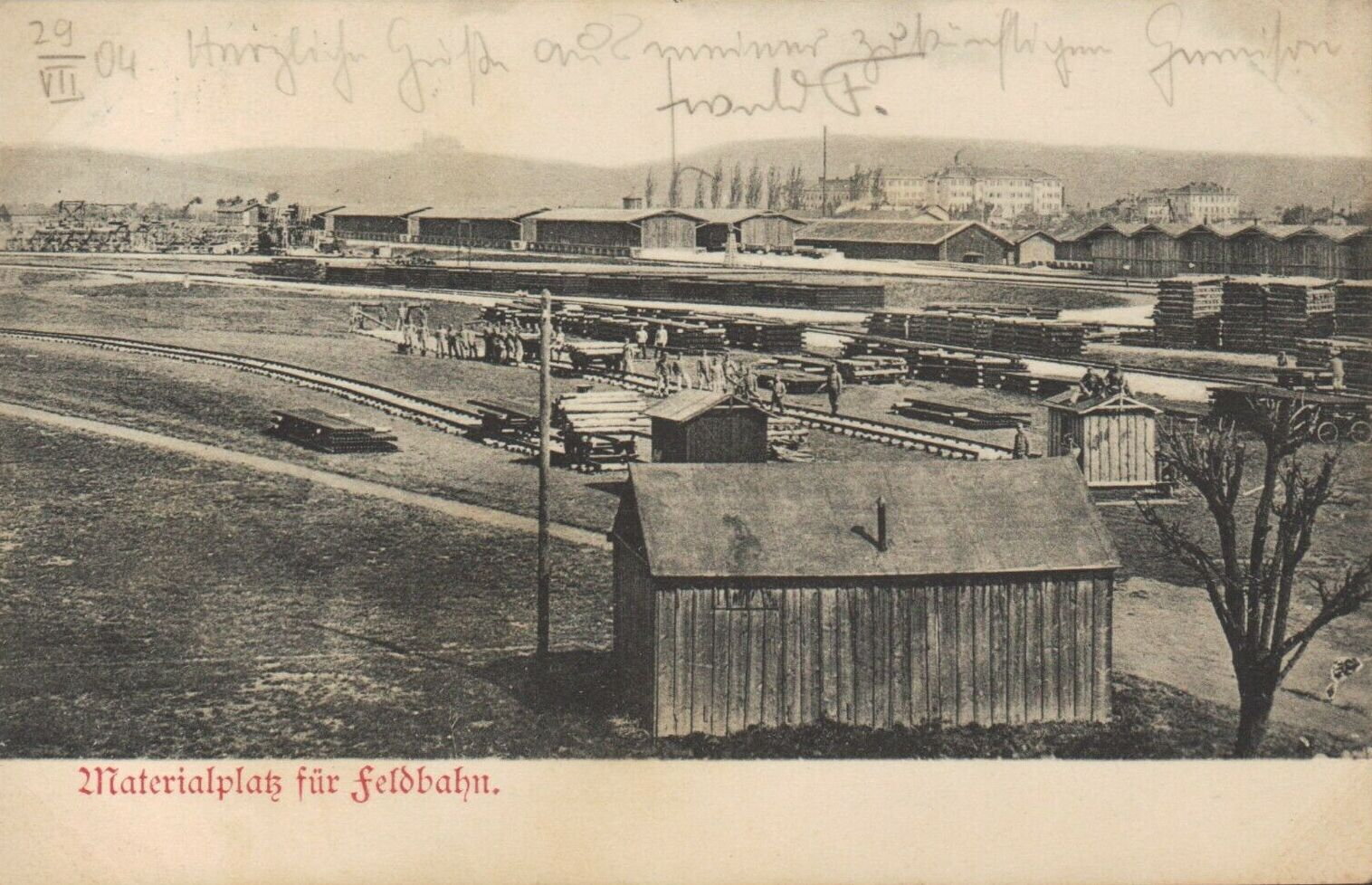
Auf dem Gelände des Materiallagerplatzes (1904) befindet sich heute die Dabsch-Kaserne

Die Kasernenbauten in Korneuburg existieren zum Teil noch, werden jedoch – wie im Fall der bis 1955 vom Militär genutzten Albrechtskaserne – heute als Wohnbauten genutzt.
Eines der zu Übungszwecken errichteten normalspurigen Brückenwiderlager ist noch am heute längst verbauten ehemaligen Technischen Übungsplatz zu finden. Hier findet sich auch im Verlauf der Werftbahnstraße ein Gleisrest der ehemaligen Übungsbahn, die später als Anschlussbahn der Schiffswerft Korneuburg diente. Der Verlauf der Übungsfeldbahnen um die Burg Kreuzenstein ist teilweise noch im Gelände erkennbar, bei Oberrohrbach findet man noch die Widerlager einer Feldbahnbrücke.
Am Gelände der Dabsch-Kaserne erinnert ein Denkmal an das ehemalige Eisenbahnregiment.